# Охира
Охира (яп. 大衡村 О:хира-мура) — село в Японии, находящееся в уезде Курокава префектуры Мияги. Площадь села составляет 60,19 км², население — 5747 человек (31 июля 2014), плотность населения — 95,48 чел./км².

## Географическое положение
Село расположено на острове Хонсю в префектуре Мияги региона Тохоку. С ним граничат город Осаки и посёлки Тайва, Осато, Сикама.

## Население
Население села составляет 5747 человек (31 июля 2014), а плотность — 95,48 чел./км². Изменение численности населения с 1980 по 2005 годы:
| 1980 | 5200 чел. |  |
| 1985 | 5548 чел. |  |
| 1990 | 5885 чел. |  |
| 1995 | 6028 чел. |  |
| 2000 | 5992 чел. |  |
| 2005 | 5607 чел. |  |

## Символика
Деревом села считается сосна густоцветная, цветком — Platycodon grandiflorus, птицей — Phasianus versicolor.